# Singtām (ort i Indien, East District)
Singtām är en ort i Indien.   Den ligger i distriktet East District och delstaten Sikkim, i den nordöstra delen av landet, 1 100 km öster om huvudstaden New Delhi. Singtām ligger 477 meter över havet och antalet invånare är 6 133.
Terrängen runt Singtām är huvudsakligen bergig. Singtām ligger nere i en dal. Runt Singtām är det ganska tätbefolkat, med 166 invånare per kvadratkilometer. Närmaste större samhälle är Gangtok, 14,9 km nordost om Singtām. I omgivningarna runt Singtām växer i huvudsak blandskog.